# Casa de la Cultura Tijuana
La Casa de la Cultura Tijuana es una de varios recintos culturales en ser declaradas como patrimonio histórico de México. La Casa de la Cultura fue erigida como una réplica exacta de una escuela en Yuma, Arizona, pero con la única excepción del cambio de color de sus ladrillos de amarillo a rojo. El encargado de la construcción del recinto fue el arquitecto Guerrero Preciado. La obra fue construida para ser una escuela primaria de nombre Álvaro Obregón por parte del sistema estatal de educación originalmente pero en la actualidad tiene la función de centro cultural.

## Características físicas
La edificación originalmente contaba con capacidad para 450 personas. Actualmente es utilizada por poco más de 1200 personas para actividades de tipo recreativo y cultural. Para ello sus instalaciones se dividen en tres pisos y el terreno en su totalidad abarca un área de 4356 metros cuadrados. El edificio se ubica a su vez en la ciudad de Tijuana, en el Estado de Baja California, México. Dentro de la ciudad se encuentran en total cuatro casas de la cultura, siendo esta la ubicada en la Colonia Altamira y la más antigua de las cuatro.

## Historia
El edificio fue erigido aproximadamente 10 años después de su original modelo en Yuma, Arizona. La fecha de su inauguración fue el 17 de julio de 1930. Fue nombrada como Escuela Álvaro Obregón para instrucción de jóvenes en nivel primaria. Pese a ello el recinto ha sido sede de diversas instituciones de educación en varios niveles. Entre estos destacan de educación preparatoria y algunos cursos de capacitación de nivel profesional de la Universidad Autónoma de Baja California. A lo largo de la Segunda Guerra Mundial el mismo recinto dio lugar a una base de recepción de mensajes a favor de Los Aliados dirigida por el ejército mexicano. Los mensajes eran recibidos vía telégrafo y re enviados a San Diego por medio de un mensajero en bicicleta.
Finalmente en el año de 1977 por medio de un decreto emitido por parte del gobierno del Estado de Baja California el recinto pasó a jurisdicción del municipio de Tijuana. Este último cambió el orden de la institución para pasar a ser un centro cultural o mejor conocido en la región como La Casa de la Cultura.

## Actividades
La Casa de la Cultura se ha caracterizado por ser un lugar donde uno puede acceder a talleres, clases, exposiciones de arte, presentación de obras hasta aprovechar un área de biblioteca de manera gratuita. Para ello las instalaciones albergan a aproximadamente 1200 miembros por periodo en la actualidad. Entre los espacios que La Casa de la Cultura de Tijuana ofrece resaltan: Teatro, biblioteca Josefa Ortiz de Domínguez, galería Benjamín Serrano, sala de historia, café concierto, salones para talleres artísticos e idiomas y escuela de Música del Noroeste.

## Afiliación al Instituto Nacional de Bellas Artes
En 2018 la Casa de la Cultura de Tijuana se convirtió en el primer recinto cultural de la ciudad en contar con un programa de preparación cultural avalado por el Instituto Nacional de Bellas Artes (INBA). Dicha afiliación se generó por medio del Programa Nacional de Escuelas de Iniciación Artística Asociadas PNEIAA mismo que se encuentra dirigido por el Instituto Nacional de Bellas Artes. Esta unión al programa del PNEIAA cuenta con la finalidad de brindar una capacitación constante a los docentes y administrativos de la Casa de la Cultura para que esta cuente con un programa académico reconocido que le brinde un mayor sentido a la preparación artística que ofrece el recinto mismo que se ajusta directamente a la dinámica del INBA.